# 尼米茲號航空母艦
尼米茲號航空母艦（USS Nimitz CVN-68）是一艘隸屬於美國海軍的核动力航空母艦，也是尼米茲級核動力航空母艦的首艘。尼米兹号于1972年5月13日正式下水，2001年完成核燃料加注和期中大修。其艦名承襲自第二次世界大戰期間曾擔任美國海軍太平洋艦隊指揮官的契斯特·尼米茲海軍五星上将，該艦目前仍是美國海軍重要的打擊武力平台，也是現今為止全世界最大型的軍艦之一，根據美國海軍最新規劃，該艦將於2027年除役。

## 簡史

### 1970年代
尼米茲號於1976年7月7日部署至地中海，跟隨的軍艦有巡洋艦南卡羅萊纳號和加利福尼亞號，這是10年來美國首次在地中海部署核動力軍艦。在平靜無事的巡航後尼米茲號於1977年2月7日回到諾福克。1977年至1978年間的巡航也同樣平靜，但在1979年9月10日展開的第三次的巡航中，尼米茲號投入了鷹爪行動任務，這是一個為解救伊朗人質危機中於伊朗首都德黑蘭被扣留的美國人質，而發動的軍事行動。這次任務由於參與的直升機墜毀於沙漠中而告失敗，之後尼米茲號於1980年5月26日回到美國。
接下來的幾年裡，在一次意外中，一架EA-6徘徊者式電子作戰機墜毀在甲板上，造成14人死亡、45人受傷。

### 1980年代
在1981年發生的錫德拉灣事件中，當尼米茲號的機隊在錫德拉灣上空進行飛行訓練時，兩架F-14雄貓式戰鬥機遭遇利比亞戰機的攻擊，在還擊時擊落了兩架利比亞戰機。
尼米茲號於1987年更換母港至華盛頓州的雷默頓。

### 1990年代
1991年2月25日尼米茲號前往波斯灣參加海灣戰爭以接替游騎兵號航空母艦，並於1991年8月24日返回。並於1993年再次部署至波斯灣數個月以接替小鷹號航空母艦。在1996年的3月的台灣海峽飛彈危機中，尼米茲號奉派至台灣海峽巡邏，以表示反對中國大陸動武的立場。
在1997年9月1日，尼米茲號於環繞世界一週的巡航後回到維吉尼亞州的纽波特纽斯，進行服役壽命延長計畫（Service Life Extension Program），工程一直持續到2001年6月25日才結束，接著尼米茲號改以加州的聖地牙哥海軍基地為母港。

### 2000年代

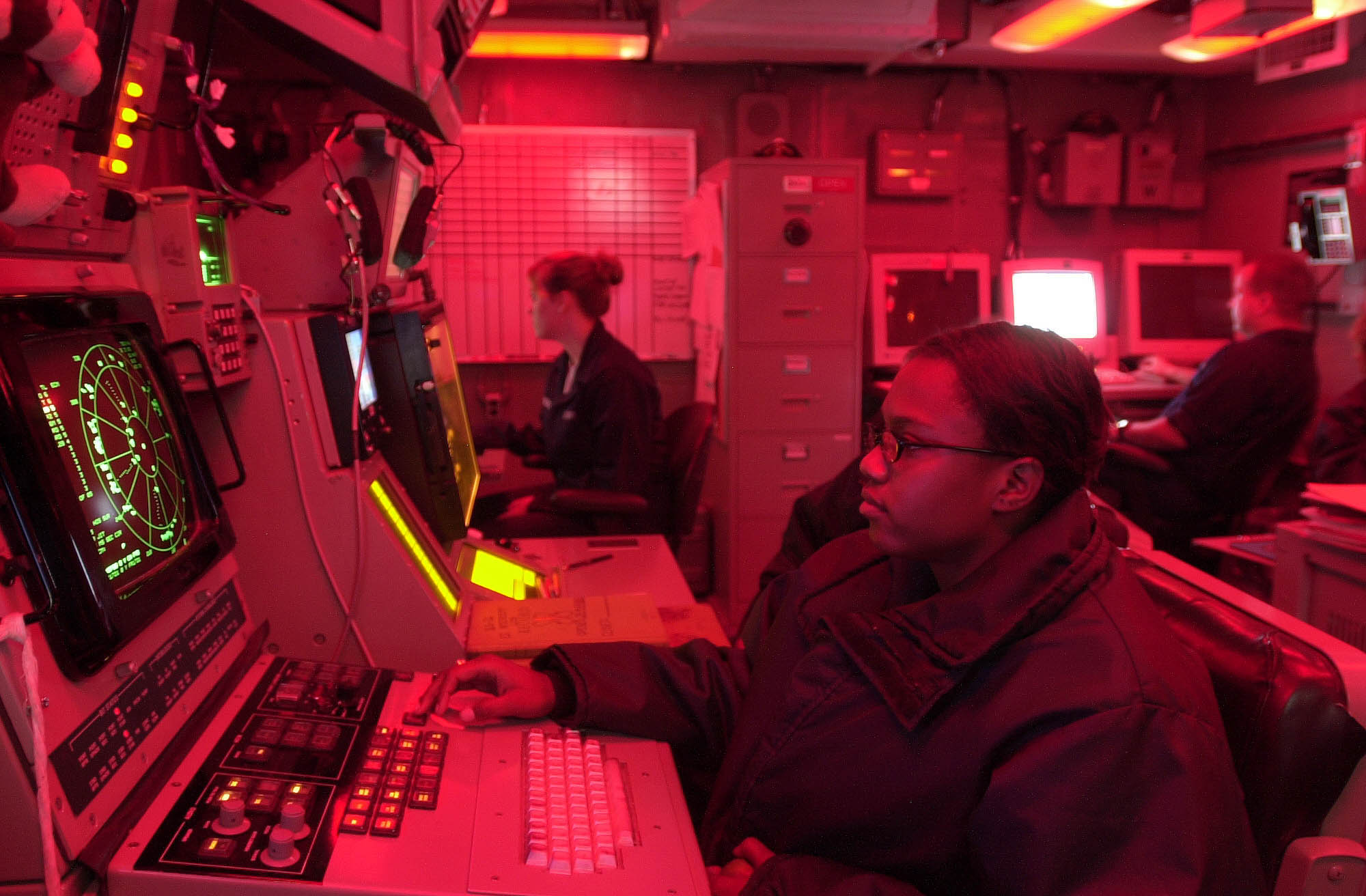
艦上電子戰中心

在2003年4月，尼米茲號前往波斯灣接替林肯號航空母艦，以支援美伊戰爭。
尼米茲號於2003年11月2日回到聖地牙哥進行計畫中的保養和維修，並再次於2005年5月部署至波斯灣，在平靜無事的巡航後於2005年11月8日返回。这次部署被详细记载在美国公共电视台的《航空母舰》系列电视纪录片。

### 2010年代
2010年2月，尼米茲號航空母艦到訪香港進行補給。
2010年底，尼米兹号转移到华盛顿州布莱莫顿的乾船坞进行为期一年的维修和改进（紧邻西雅图）。然后，她将进驻新的母港艾弗莱特（也紧邻西雅图），她将替代林肯号航母在太平洋舰队中的角色。
2013年5月，尼米兹号到達南海，美軍表示此行可確保海上安全和戰區合作。
2014年11月，F-35閃電II戰鬥機成功降落甲板，同時也成為全世界第一艘成功降落匿蹤戰機的航空母艦。
2015年1月，尼米茲號重新以基察普海軍基地為母港。
2017年6月2日，尼米兹号航母舰队出发赴西太平洋进行预定的部署。而此时，另外两个航母舰队雷根号和卡尔文森号正在日本海进行双航母舰队联合演习。6月5日，正值中途岛战役75周年，在圣地亚哥港的中途岛航母博物馆上举行了纪念仪式，现役的尼米兹号参与了仪式，向硕果仅存的中途岛战役7位退伍军人致敬，之后和护卫军舰和舰载飞行大队会合，然后离开圣地亚哥向西太平洋进发。6月21日，舰队穿越国际日期变更线进入美国海军第七舰队所辖海域，即西太平洋，接替完成部署正在回航的卡爾·文森號航空母艦，6月28日抵达关岛海域。6月30-7月5日，新西兰皇家海军的一艘军舰代替被撞的Fitzgerald号导弹驱逐舰和尼米兹航母舰队在菲律宾海举行联合演习。7月3日，穿越菲律宾的苏里高海峡，5日抵南中国海，9日到达印度金奈，和印度海军和日本海上自卫队在印度洋举行了Malabar 2017联合演习。

### 2020年代
2020年6月至2021年2月，尼米兹号航母打击群从圣地亚哥出发，赴印太地区和中东地区执行全球安全部署。6月下旬和卢瑟福号在菲律宾海举行双航母联合演习，然后停靠关岛基地。接着在6月底至7月初又和林肯号在菲律宾海和南中国海举行双航母联合演习。随后，经马六甲海峡进入印度洋后和印度海军举行了联合演习。7月底到达阿拉伯海活动至9月，其中停靠阿曼杜库姆港。9月至11月在波斯湾部署，期间停靠巴林。11月在阿拉伯海和印度洋参加马拉巴尔2020年多国联合海军演习。2021年2月，尼米兹号离开中东地区，经马六甲海峡、南中国海和菲律宾海和太平洋回到美国圣地亚哥。
2022年12月至2023年6月，尼米兹号赴东亚部署，途径菲律宾海、南中国海和东中国海，访问了新加坡、韩国釜山、泰国林查班、日本佐世保等港口。
尼米兹号及其3000多名船员将于2026年4月前迁往诺福克。这艘拥有近50年历史的航空母舰将于2026年5月退役。美国海军向国会发出的通知称: “尼米兹号航空母舰将从2026年4月起将母港从华盛顿州布雷默顿迁至弗吉尼亚州诺福克。”抵达弗吉尼亚州后，这艘首航母将被送往HII纽波特纽斯的船厂，该公司将在那里开始拆除核燃料并停用航母的程序。
2025年3月21日，尼米兹号离开母港华盛顿州布雷默顿开启赴东亚的最后一次部署，此时华盛顿号还在日本横须贺母港，而正在东亚的卡尔文森号即将赶赴中东，加入和也门胡塞武装的战斗。 3月24日，尼米兹号停靠加州圣地亚哥北岛基地。 3月26日，尼米兹号航母舰队离开圣地亚哥正式开始赴亚太地区的部署。 4月4日美国太平洋舰队司令视察了正在驶往印太地区的尼米兹号航空母舰。 4月18日，尼米兹号停靠关岛基地。 4月21日，尼米兹号航空母舰舰队按照计划停靠关岛港口后离开关岛。 4月19日失踪的一名水兵仍未寻获。尼米兹号航母打击群从关岛开展在亚太的进一步的行动增强了美国海军保护重要补给线和基础设施的能力。 在完成对关岛的定期港口访问后，尼米兹号在菲律宾海进行作业。航母打击群指挥官表示：“以打击群的形式前沿作战锻炼了我们在海上维持持久而强大力量的能力，随时准备为我们的领导人提供广泛的军事能力，以应对任何危机或突发事件。” 据日本海上自卫队发布的消息称，尼米兹航母打击群于4月23-28日与日本海上自卫队一艘驱逐舰在菲律宾海进行了联合演习。 5月2-14日，尼米兹在南中国海部署。 5月17日，尼米兹号驶过新加坡进入马六甲海峡，前往马来西亚兰卡威岛参加2025年兰卡威国际海事与航空展。 尼米兹号于5月21日停靠马来西亚巴生港游轮码头，航母打击群指挥官表示：“我们参与此次展示多国实力的动态演习，证明了我们在充满挑战和不断变化的海上形势下开展协同行动的能力。”马来西亚作为2025年东盟轮值主席国，将于5月26日至27日在邻近的首都吉隆坡主办东盟峰会。美国海军尚未透露尼米兹号将在PKCT停留多长时间，但很可能应该在峰会开始前离开。此次港口访问是美国航母战斗群在过去六个月内第三次访问巴生港。第一次是林肯号航母战斗群于2024年11月23日至27日访问，第二次是卡尔文森号航母战斗群于12月29日至1月2日访问。由于伦纳德·“胖子伦纳德”·弗朗西斯被捕、后来缺乏能够支持航母战斗群访问的管理公司以及新冠疫情限制等因素，对巴生港的访问之前中断了12年。 5月25日，尼米兹号离开马来西亚经新加坡海峡回到南中国海部署。 此时，驻日美军华盛顿号航母也离开横须贺港，在东亚形成美军双航母同时活动的态势。 而中国也已派出两支航母编队出海活动，山东舰目前在南中国海航行，辽宁舰则出现在台湾东南海域。 6月16日，在以色列发动袭击伊朗核武的第四天，尼米兹号航空母舰取消了停靠越南的计划，离开东南亚，前往中东，和已在中东的卡尔文森号一起，增强美国在中东的军事存在。 7月5日，尼米兹号和卡尔文森号在美军中央司令部区域（即中东地区）执行了协同飞行和编队机动。此次联合行动正值伊朗和以色列关系再度紧张之际。从战略角度来看，两艘航母打击群在波斯湾及其周边海域的存在不容低估。该地区涵盖霍尔木兹海峡、曼德海峡和苏伊士运河等重要咽喉要道，这些咽喉要道是世界大部分能源供应的必经之路。通过在此开展高调行动，美国表明其已准备好在地缘政治摩擦（包括伊朗海上威胁和更广泛的中东动荡）中保障全球贸易路线的安全，并安抚合作伙伴。 8月10日，尼米兹号停靠巴林哈利法·本·萨勒曼港。

## 其他

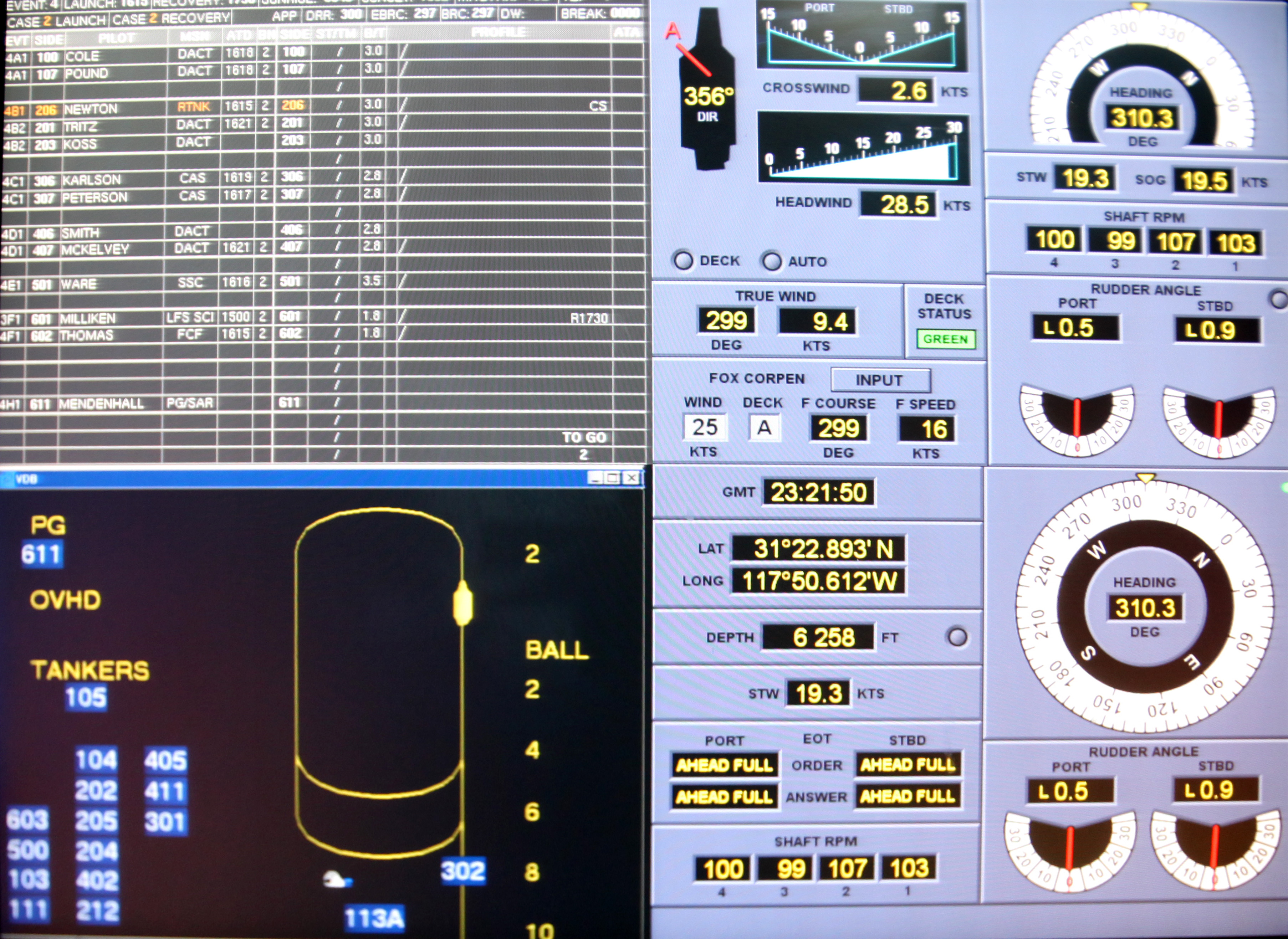
數位化後的艦橋儀表

- 1980年上映的美國科幻电影全部是在尼米兹号上取景拍摄。
- 2014年上映的美國科幻電影哥斯拉 (2014年电影)部分是在尼米兹号上取景拍摄[35]。
- 中，被俄軍擊毀半沉沒在紐約港

## 外部連結
- 尼米茲號官方網站 （页面存档备份，存于）（美國海軍）（英文）
- 美国公共电视台《航空母舰》系列电视片